# Carpiquet
Carpiquet er en kommune i Calvados departmentet i Basse-Normandie regionen i det nordvestlige Frankrig.

## Historie
Carpiquet og dens flyveplads var et målene for den 3. canadiske infanteridivision på D-dag under invasionen i Normandiet den 6. juni 1944 i 2. Verdenskrig. Der blev udkæmpet adskillige slag om landsbyen i juni og juli 1944 fortrinsvis i forbindelse med slaget om Caen.

## Attraktrioner
- Parc Festyland er fornøjelsespark i Carpiquet. Parken ligger ved siden af ringvejen omkring Caen og har 110.000 besøgende om året.